# 허리케인 이고르
허리케인 이고르 (Hurricane Igor, 번호 AL112010)는 2010년 북대서양의 아홉 번째 열대폭풍, 네 번째 허리케인으로, 약 13일동안 활동한 4등급 메이저 허리케인이다. 허리케인 이고르는 뉴펀들랜드 래브라도주에 상당한 피해를 입혔으며, 캐나다에서는 이 허리케인을 "뉴펀들랜드 주 사상 가장 재산 피해가 컸던 허리케인"이라고 설명하였다. 또한, 온대저기압으로 변질되는 과정에 북대서양 허리케인 중 두 번째로 가장 큰(폭풍경 기준) 열대폭풍으로 기록되었다.
2011년 3월 현재 이고르에 의한 사망자가 4명으로 집계되어 있다.

## 허리케인의 진행

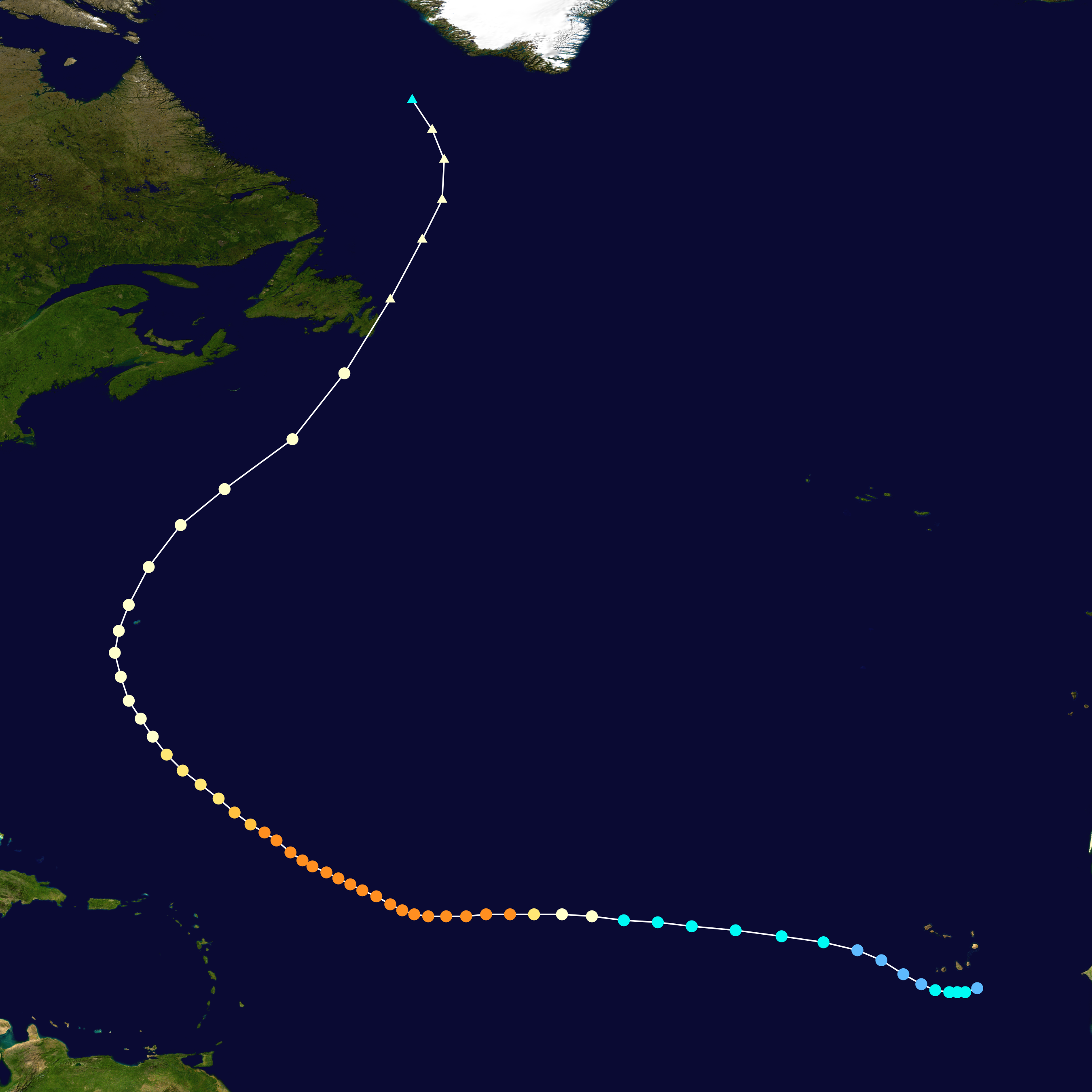
허리케인 이고르의 경로

2010년의 가장 강력한 허리케인이 된 이고르는 8월 26일, 가나에서 저기압을 동반한 열대 파동으로 처음 관찰되었다. 이 열대 파동은 9월 6일 북동대서양 해상에 진출하였다. 서서히 발달하기 시작했고, 9월 8일 오전 6시 (이하 세계표준시간)에 카보베르데에서 남동쪽으로 약 140 킬로미터 (90 마일) 떨어진 곳에서 제11호 열대저기압이 발생하였다. 6시간 후, 열대폭풍으로 발달하여, "이고르"라는 이름이 붙여졌다.
이고르의 발달은 윈드 시어로 인해 급격히 멈췄고, 9월 9일 열대저기압으로 약화되었다. 그러나 다음 날 윈드 시어가 약해지면서 이고르는 다시 발달하기 시작했으며, 9월 12일 0시 2010년 북대서양의 네 번째 허리케인으로 발달하였다.
허리케인으로 지정된 동시에 급격한 발달이 시작했고 24시간 동안 풍속 120km에서 240km로 강해져 메이저 허리케인이 되었고, 중심기압도 52hPa 낮아졌다. 미국 국립 허리케인 센터에서는 이러한 급격한 발달로 허리케인 이고르가 5등급 허리케인이 될 것이라는 예상까지 나왔다. 그러나 5일동안 4등급을 유지했고, 9월 15일 0시 풍속 250km, 중심기압 924hPa로 최성기를 맞이하였다. 이때 이고르는 방향을 북서쪽으로 틀기 시작했다.

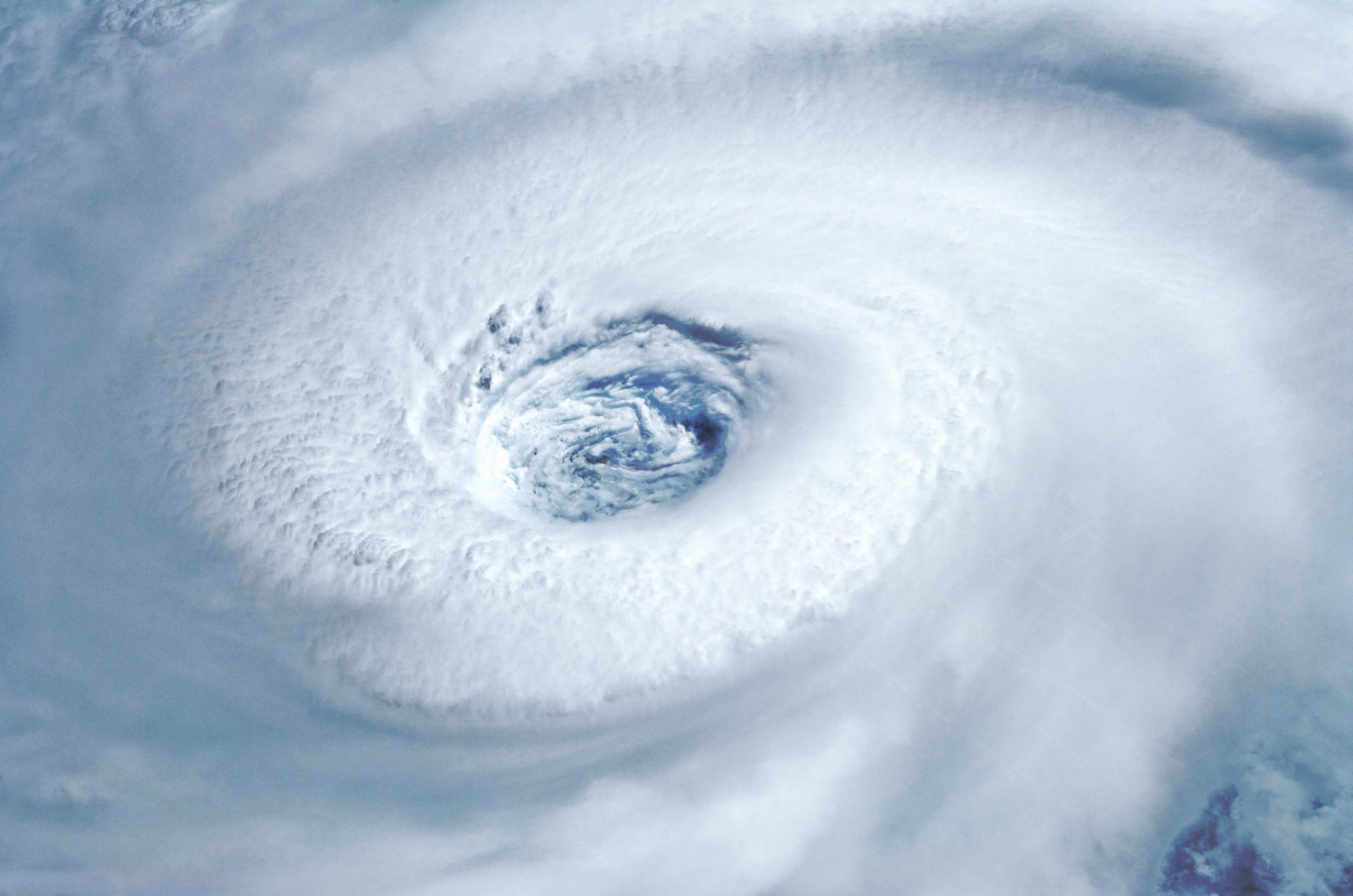
9월 14일 국제우주정거장(ISS)에서 찍은 허리케인 이고르.

9월 17일 리워드 제도 해상을 지나면서 다시 약화되기 시작했는데, 허리케인 이고르의 크기가 폭풍경 1090 km로 매우 커졌다. 그리고 버뮤다에 접근하면서부터 미국 국립 허리케인 센터에서는 이고르가 메이저 허리케인으로 상륙할 것이라고 예상했었다. 그러나, 예상외로 빨리 약화되면서 풍속 120km의 세기로 버뮤다 서쪽 40km 해상을 지났다.

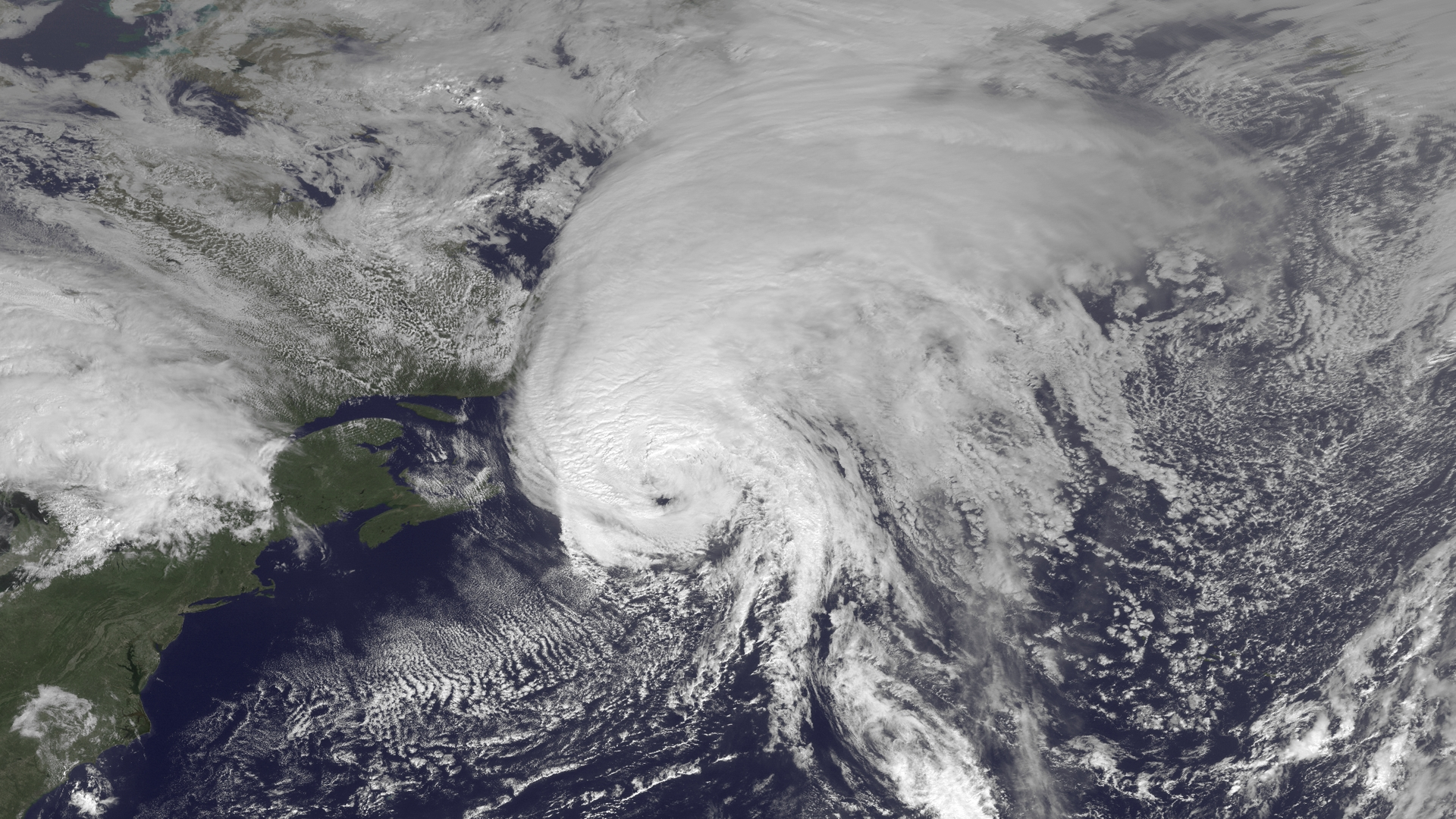
9월 21일 뉴펀들랜드에 상륙하고 있는 허리케인 이고르의 위성 사진.

버뮤다 북서쪽 해상을 지나면서부터 북동쪽으로 진로를 바꿔 온대저기압으로 변질되기 시작했다. 허리케인의 성질을 완전히 만족시키지 못했지만, "허리케인 헌터"(Hurricane Hunters, 허리케인에 직접 접근하여 강도를 재는 일을 한다.)는 아직 이고르를 허리케인으로 인정했다. 허리케인 이고르는 뉴펀들랜드에 접근하면서 약간 발달하였고, 9월 21일 현지시각 오전 11시에 풍속 75 노트(140 km/h)의 바람으로 뉴펀들랜드 케이프레이스 (Cape Race)에 상륙하였다. 잠시 후, 북대서양 사상 최대의 크기로 열대 저기압으로서의 활동을 마쳤다. 온대저기압 이고르는 9월 23일 다른 온대저기압과 합쳐졌다.

## 피해

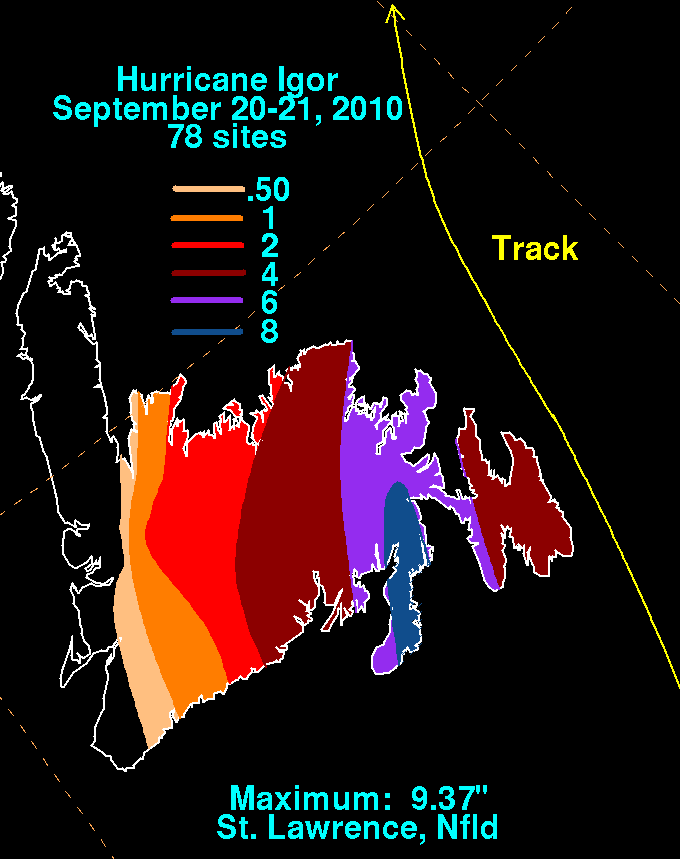
허리케인 이고르로 인한 뉴펀들랜드섬 강수량 (단위 : 인치)

허리케인 이고르가 북대서양에서 활동 중이었을 때, 허리케인으로부터 발생한 파도로 인해 카리브해 국가에서 2명, 미국에서 1명이 사망하였다. 간접적으로 피해를 입은 버뮤다에서는 별다른 인명 피해 소식이 없으며, 재산 피해도 50만 달러 미만이었다.
뉴펀들랜드섬에서의 피해 상황은 심각했다. 허리케인 이고르로 인해 캐나다 횡단도로의 일부를 포함한 도로가 물에 잠겨 약 150여곳이 피해를 입었다. 재산피해는 약 2억 달러로, 뉴펀들랜드 사상 가장 크다. 여기에서 한 명이 사망하기도 했다. 이후로 피해 복구가 절실해졌다.
뉴펀들랜드에 입힌 피해로, "이고르"라는 이름은 북대서양에서 한 번 쓰이고 2010년 세계기상기구에 의해 마지막으로 영구 제명되어 "이고르"라는 이름은 더 이상 북대서양에서 사용하지 못한다. 2016년부터는 "이고르" 대신 "이안"(Ian)이라는 이름이 쓰이게 된다.

## 같이 보기
- 허리케인 플로렌스 (2006년)